# Raskil'dino
Raskil'dino (in russo Раскильдино?, in ciuvascio: Ураскилт, Uraskilt) è una località rurale (selo) del distretto di Alikovo della Repubblica autonoma della Ciuvascia, in Russia, che si trova 12 chilometri a sud-ovest di Alikovo.
La maggioranza della popolazione di villaggio di 860 persone è ciuvascia, ed in maggioranza donne. Vi sorge la chiesa della Natività della Vergine Maria. Le strutture del villaggio includono anche un centro di cultura, un teatro, una biblioteca, una clinica medica e svariati negozi. 
Il villaggio è collegato dalla autostrada Čeboksary-Alikovo-Raskil'dino. In precedenza operato dall'aeroporto di importanza nazionale.

## Toponomastica
Secondo il termine più linguisticamente basato etimologicamente, Raskil'dino si comporrebbe di due parti. La prima parte di Uraz ("felicità", della lingua turca), la seconda parte del Kilda (dal ciuvascio kilche). La parola "Raskil'dino" significherebbe: "questo è il luogo della felicità." Questa parola è stata presa in prestito dai tatari, anch'essi hanno la parola "Urazgilde."